# Yngve Öhman
Karl Yngve Öhman, född 27 mars 1903 i Stockholm, död 17 juni 1988 i Lund, var en svensk astrofysiker.

## Biografi
Öhman disputerade år 1930 vid Uppsala universitet, och arbetade sedan vid Uppsala astronomiska observatorium, bland annat som observator åren 1938–1939. Han var 1953–1968 professor i astrofysik vid Stockholms observatorium, och blev 1947 ledamot av Vetenskapsakademien, 1958 av Royal Astronomical Society samt invaldes 1959 i både Fysiografiska sällskapet i Lund och Vetenskapssocieteten i Uppsala. 
Han sysslade ursprungligen med spektralklassifikation och analys av stjärnspektra, en typ av observationell astrofysik som odlades i den gruppering av astronomer som bildats omkring Bertil Lindblad.
Öhman kom emellertid efterhand att lämna denna typ av astronomisk verksamhet, speciellt ägnade han sig åt solforskning. Han deltog i den svenska solförmörkelseexpeditionen till Brasilien 1947. Saltsjöbadens observatorium, där Öhman var verksam, kompletterades med en observationsstation speciellt inriktad på solastronomi. Först undersöktes möjligheterna att förlägga en sådan station till den svenska fjällvärlden, och Öhman och Donald Menzel genomförde noggranna studier för att finna en optimal placering för en sådan station. En alternativ placering för en svensk solstation uppstod dock i och med att Axel Munthe donerade sin fastighet San Michele på Capri till svenska staten. Olika forskningsinstitut bjöds in för att använda faciliteterna, och Stockholms observatorium anmälde sitt intresse. Samtidigt inledde Stockholms observatorium förhandlingar med italienska organisationer.
Öhman gjorde tester på plats 1950 och 1951, och det visade sig då att San Michele inte var lämplig för astronomiska observationer. Istället hittades en bättre plats på Capri, berget Monte Solaro. Tack vare generöst stöd från den italienska stiftelsen Cento Caprense kunde en svensk solforskningsstation anläggas här; man var verksamma här 1952 till 1959. 1960 flyttade stationen till en inköpt fastighet vid Via Fraita på Anacapri. Här pågick verksamheten under 1960-talet; stationen flyttades under 1970-talet till La Palma på Kanarieöarna, och utrustades senare med ett stort solteleskop, då även inriktningen på arbetet ändrades något.
Efter studier av ljusets polarisation konstruerade Öhman ett flertal polarisationsinstrument, polarimetrar, för observationer av astronomiska objekt, bland annat uppfann han oberoende av Bernard Lyot ett interferensfilter för avbildning av solytan i ett smalt våglängdsintervall för studium av flares, protuberanser och andra solfenomen. Öhmans intresse för vetenskaplig instrumentering och annan teknik ledde bland annat till ett antal patent- och konsultuppdrag i diverse tekniska sammanhang.
Öhman deltog i IGY, det Internationella geofysiska året 1957–1958, där han samordnade storskaliga internationella övervakningar av solaktiviteten, en typ av solastronomi som även under lång tid präglade arbetet vid Capristationen.
Mot slutet av sitt liv engagerade sig Yngve Öhman i kalla krigsrelaterade frågor som människans möjlighet att överleva ett tredje världskrig.